# Anuraphis capparidis
Anuraphis capparidis är en insektsart som beskrevs av Nevsky 1929. Anuraphis capparidis ingår i släktet Anuraphis och familjen långrörsbladlöss. Inga underarter finns listade i Catalogue of Life.